# 瑪爾特·奧爾斯布·勒伊瑟蘭
瑪爾特·奧爾斯布·勒伊瑟蘭（挪威語：Marte Olsbu Røiseland，1990年12月7日—），挪威冬季兩項運動員，曾獲得2018年冬季奧林匹克運動會女子7.5公里衝刺賽以及混合接力賽銀牌，2022年冬季奧林匹克運動會她和蒂麗爾·埃克霍夫、約翰內斯·廷內斯·伯、塔里耶伊·伯一起奪得混合接力賽金牌。

## 外部連結
- 瑪爾特·奧爾斯布·勒伊瑟蘭的Instagram帳戶
- 瑪爾特·奧爾斯布在IBU（英语）
- 瑪爾特·奧爾斯布在FIS (cross-country)（英语）
- 瑪爾特·奧爾斯布在Olympics.com（英语）
- 瑪爾特·奧爾斯布在Olympedia（英语）